# Душетський повіт
42°05′00″ пн. ш. 44°42′00″ сх. д. / 42.083333333333° пн. ш. 44.7° сх. д.
Душетський повіт (рос. Душетский уезд, груз. დუშეთის მაზრა) — адміністративно-територіальна одиниця у Російській імперії, складова частина колишньої Тифліської губернії. Повіт був створений в 1802 році. До нього входила значна частина сучасного району Душеті, територія районів Мцхеті і Казбегі. У 1803 році адміністративний центр було перенесено з Душеті в Ананурі, і Душетський повіт отримав назву Ананурський повіт.
У 1821 році центр знову перенесли до Душеті. У 1840 році було створено Грузино-Імеретинську губернію, що призвело до реорганізації адміністративно-територіального поділу країни. Того ж року Душетський повіт було скасовано. У 1867 році повіт знову відновлений.
Душетський повіт скасований в 1929 році. На його території були створені райони Казбегі, Мцхеті та Душеті.